# Han van Bree
Han van Bree (Veldhoven,1957) is een Nederlandse historicus, schrijver en journalist. Hij is gespecialiseerd in het Nederlandse koningshuis. Hij geniet vooral bekendheid als eindredacteur van de boekenserie Het Aanzien van... (1982-2022).

## Loopbaan
Na het VWO aan het Rythovius College in Eersel, studeerde hij geschiedenis in Utrecht, Rome en Gent. Na zijn doctoraal ging hij werken als journalist, schrijver, fotograaf, recensent en documentairemaker. Hij werkte als auteur en beeldredacteur bij Elsevier, redacteur buitenland bij het programma Nova, en redacteur bij het blad Vorsten. Als redacteur bij de NOS was hij onder andere maker van de necrologie van prins Claus. uitgezonden direct na diens overlijden in 2002. In opdracht van de gemeente Utrecht maakte hij in 2008 de documentaire ‘Een bijzonder geluk’ over Ina Isings.
Van 1983 tot en met 2022 was Van Bree de samensteller van de reeks Het aanzien van ..... Deze jaarboeken behandelen de belangrijkste gebeurtenissen in het betreffende jaar. Als spin-off verschenen er boeken over het Nederlandse Koninklijk huis.
In 2015 promoveerde hij aan de Universiteit Leiden op het proefschrift De geest van het Oude Loo. Juliana en haar vriendinnen. 1947-1957. Het proefschrift richt zich op de conferenties die koningin Juliana vanaf 1951 organiseerde op het Oude Loo.
In 2025 publiceerde Van Bree een biografie over de gebedsgenezeres Greet Hofmans die eind jaren veertig en in de jaren vijftig veelvuldig aan het hof verbleef en als adviseur optrad van koningin Juliana bij de opvoeding van haar gehandicapte dochter prinses Christina en haar ook coachte bij de vervulling van haar rol als staatshoofd en echtgenote van prins Bernhard.

## Fotografie
Van Bree is tevens portretfotograaf. In 2019 werd zijn werk tentoongesteld in de Escher-foyer van de Stadsschouwburg Utrecht.

## Publicaties
- Het vertroebelde oog. Het onbegrepen leven van Greet Hofmans, Spectrum, 2025
- De Geest van het Loo. Juliana en haar vriendenkring 1947-1957, diss. Leiden, 2015 (pdf).
- De Weemoedjaren, 2015.
- In dit huis heerst liefde - De schijn van Hollandse huiselijkheid bij de Oranjes in de jaren vijftig. In: Holland, Historisch Tijdschrift, 2012 (pdf)
- Een religieuze ‘aanraking in de winter van 1949- Wilhelmina’s overgave aan Greet Hofmans, in: Biografie, de religieuze factor in de biografie, 2011
- De Oranjes. Van Willem van Oranje tot erfprinses Amalia, 2007 (met Piet Lekkerkerk)
- Het aanzien van Beatrix 2005
- Het aanzien van Juliana 2004
- Het aanzien van Claus 2002
- Het aanzien van Willem-Alexander 2001
- Het aanzien van (1983 t/m 2022)